# الزمر پورت
settlement_typeالزمر پورتlatitudeالزمر پورتlongitudeالزمر پورت
الزمر پورت (به انگلیسی: Ellesmere Port) شهری در منطقهٔ لندن کشور انگلستان است که این کشور خود بخشی از بریتانیا محسوب می‌شود. این شهر در سال ۱۹۹۱ میلادی ۶۴٫۵۰۴ نفر جمعیت داشته و در سرشماری سال ۲۰۰۱ جمعیت آن به ۶۶٫۲۶۵ نفر رسیده‌است. میزان رشد سالانهٔ جمعیت الزمر پورت ‎۰٫۰۱ درصد می‌باشد و جمعیت این شهر در سال ۲۰۱۲ به ۶۶٫۳۲۵ نفر تغییر یافت.